# Woohoo
«Woohoo» es una canción que sirvió como sencillo promocional para Estados Unidos, interpretada por de la cantante de pop Christina Aguilera con la participación de la rapera Nicki Minaj. Forma parte del listado de canciones del cuarto álbum de estudio por Aguilera, Bionic (2010), y más tarde contó con los servicios de rhythmic como posible segundo sencillo del álbum el 25 de mayo de 2010. La canción fue escrita por Aguilera, Onika Maraj, Claude Kelly, Ester Dean y Jamal "Polow da Don" Jones , y producido por Polow da Don. «Woohoo» contó con los servicios de rítmica Airplay contemporánea como segundo sencillo de radio del álbum el 25 de mayo de 2010. La canción, que contiene una muestra de la canción 1972 «Add már uram az esőt» de Kati Kovács, habla líricamente del cunnilingus.
En la letra de esta canción es explícita al igual como varias canciones del álbum Bionic por esta razón fue el primer álbum de Aguilera en tener el sello de Parental Control. Se ha descrito como un género electrónico basada urbanocon R&B e influencias de hip hop. La canción recibió críticas mixtas positiva a los críticos, algunos alabando apariencia de Nicki Minaj y la voz de Aguilera. También la aparición de Nicki Minaj en la canción fue elogiada por muchos críticos, señalando que Minaj y Aguilera hacen una pareja perfecta para la canción.
En Estados Unidos, el sencillo debuta en la posición número 79 en Billboard Hot 100 por las fuertes descargas digitales que obtuvo durante la semana, lo que lo lleva a debutar también en Digital Songs en la posición número 47. En Canadá, el sencillo debuta en la posición número 46 en el listado Canadian Hot 100. En estas listas solo se mantiene durante una semana. En Líbano el sencillo debuta en la posición número 18 en la lista principal de este país. en Alemania llegó al número 10 del conteo principal del país. La canción ha llegado vender más de 130 000 copias digitales según la RCA Records, solo en los Estados Unidos. Por otra parte la canción fue escogida como promoción para el comercial del álbum en México y otros países de América Latina al igual que «Not Myself Tonight» y «I Hate Boys».
Christina Aguilera interpretó una parte de la canción en un popurrí junto a «Bionic» y «Not Myself Tonight» en el 2010 en los MTV Movie Awards.

## Composición
«Woohoo» fue escrita por Aguilera, Minaj, Claude Kelly, Dean Ester y Polow da Don. La canción es electrónica impulsada por R&B y hip hop que también mezcla de dancehall y el reggae. las voces de Aguilera están distorsionadas por partes. «Woohoo» contiene una muestra de la canción húngara «Add már uram az ESOT», originalmente cantada por el húngaro cantante Kovács Kati en 1972. estribillo de la canción ha sido descrita como "shouty" y "sing-song ". Rob Harvilla de The Village Voice señaló que la canción sonaba como una mezcla de "Milkshake" y "Lip Gloss" por "sintetizadores electro". Líricamente, la canción es sobre el acto de sexo oral.

## Recepción

### Crítica

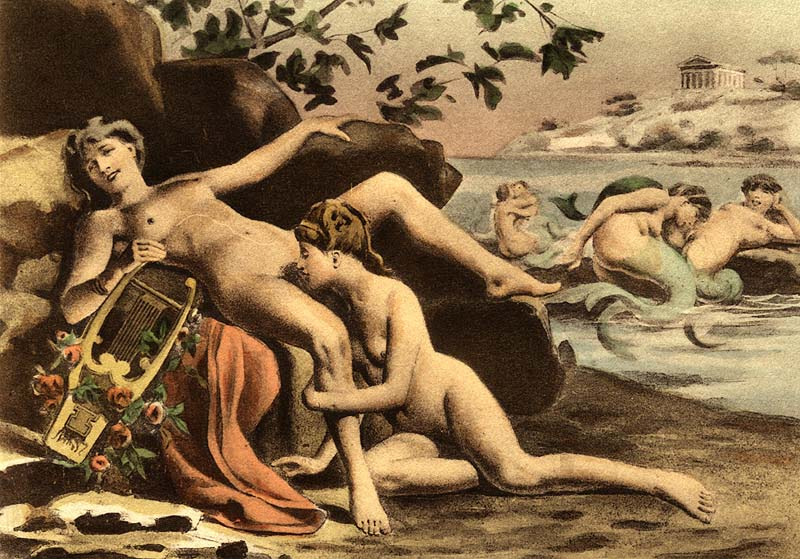
La lírica de la canción se basa en el acto cunnilingus, práctica de sexo oral. En la imagen, pintura de Édouard-Henri Avril.

La canción recibió críticas generalmente positivas, con la mayoría de los críticos elogiando la voz de Aguilera y alabando apariencia de Nicki Minaj. Sin embargo, la mayoría no estaban impresionados con la naturaleza sexual de la canción. Sara D. Anderson, de AOL Music dijo que la "pista provocativo, bien fusiona con la poderosa voz de Aguilera con tácticas Minaj". Boles Benjamin de Now Magazine llama la pista de la pista superior de Bionic, comentando que Minaj "rescata" la canción. Alexis Petridis de The Guardian, dijo: "Si vas a hacer una canción de cinco minutos, es una buena idea para conseguir mal hablado rapeo de Nicki Minaj, cuyos ojos saltones contribución presta el procedimiento un aire de agarre abandonar". Chris Ryan, de MTV Buzzworthy llama la canción "sexualmente explícito, pop club de funky", diciendo: "en Nicki Minaj, Aguilera ha encontrado el socio perfecto para sus aventuras erótico-pop", también hizo un llamado a la canción un "primo más sucio de Rude Boy de Rihanna o Hollaback Girl de Gwen Stefani, y el versículo elogió Minaj.
Becky Bain de idólatra dijo que la canción que era "muy por delante" de «Not Myself Tonight», y también lo comparó con «Hollaback Girl» de Gwen Stefani. Bain también dijo: "Si hay una persona que puede coincidir con picardía Christina Aguilera, es Nicki Minaj, por lo que estos dos casi hacen una pareja perfecta para este tipo de canción ". Stephen Thomas Erlewine de Allmusic dijo "que no trabaja con tentación", también comentó "su estupidez ya no es alienante ya que estaba en Stripped". Michael Cragg de MusicOMH también comparó la canción a un trabajo de sexo oral, al comentar que la canción "el sexo oral, pero es casi tan sexy como ir al dentista".

### Comercial
El tema es lanzado en iTunes el 18 de mayo de 2010 ya que RCA Records no quedó satisfecho con el éxito moderado de «Not Myself Tonight» en los Estados Unidos (ya que en otros continentes fue un éxito). El 25 de mayo es enviado a las radios de R&B y Hip-Hop americanas. El sencillo llega a ubicarse en el número 5 de iTunes México y en las primeras 30 posiciones en iTunes Canadá y iTunes Estados Unidos.
En Estados Unidos, el sencillo debuta en la posición número 79 en Billboard Hot 100 por las fuertes descargas digitales que obtuvo durante la semana, lo que lo lleva a debutar también en Digital Songs en la posición número 47. En Canadá, el sencillo debuta en la posición número 46 en el Canadian Hot 100. En todas las listas solo se mantiene durante una semana.En Líbano el sencillo debuta en la posición número 18 en la lista principal de este país. en Alemania llegó al número 10 del conteo principal del país.

## Presentaciones en vivo

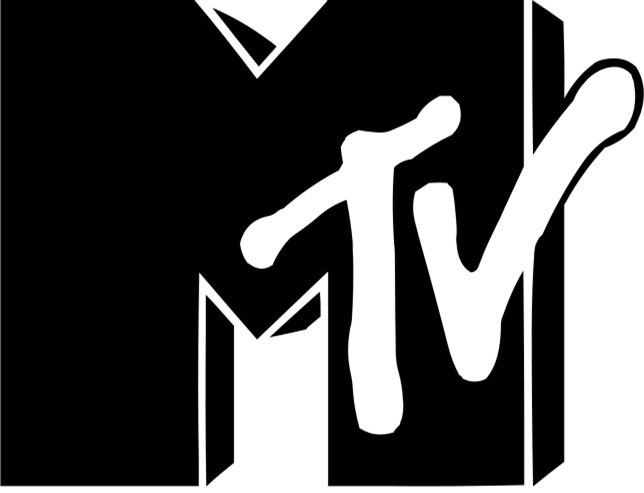
Aguilera interpretó una parte de «Woohoo» en un popurrí en los MTV Movie Awards 2010.

Aguilera cantó una parte de la canción, junto a «Bionic» y «Not Myself Tonight» en el 2010 en los MTV Movie Awards, durante la interpretación de «Woohoo» en dicha ceremonia, el último acto del popurrí, Aguilera y sus bailarines se quitaron los trajes de piel y revelando pintados corazones rojos en sus ingles, terminando con un close-up en el corazón LED de Aguilera brillante en su ingle. James Montgomery de MTV News se refirió a la canción como "un número de baile en serio sexy". Montgomery descrito final de la actuación, afirmando: "No a ser menos, Aguilera terminó a las cosas por la frente en alto en el centro del escenario, la cámara zoom (close-up) sobre su ingle, que ahora tenía un corazón que late de sí mismo". La mayoría de los críticos no quedaron impresionados con el popurrí, comparándola con la identidad de Aguilera durante el Bionic. Tamar Anitai, también de MTV Buzzworthy resumió la actuación diciendo que "fue todo sobre su yo-soy-todavía una diva de la voz", ella pasó a comentar también con sarcasmo: "Esto es tan sólo la forma Christina Aguilera de decir que te ama! y que la diminuta diva todavía tiene un sentido del humor.... Es como un pequeño guiño a sabiendas de que le asegura que cuando ella no va a cambiar pañales y hacer cosas de mamá, "Mamáguilera" está colgando hacia fuera en las mazmorras de baile del partido sexo y gemidos desde el fondo de su light-up hoo-ha. Ella definitivamente no es la misma chica que una vez rondaba por en el canal de Disney con una banda para el cabello".

## Formatos
Digitales
| Descarga |                         |          |  |
| N.º      | Título                  | Duración |  |
| 1.       | «Woohoo (Main Version)» | 05:28    |  |
| 2.       | «Woohoo (Radio Edit)»   | 04:05    |  |
| 3.       | «Woohoo (Instrumental»  | 05:02    |  |

## Listas de popularidad
| País           | Lista                    | Posición más alta |
| -------------- | ------------------------ | ----------------- |
| Alemania       | Deutsche Black Charts    | 10                |
| Canadá         | Canadian Hot 100         | 46                |
| Chile          | Top 100 Singles          | 99                |
| Estados Unidos | Billboard Hot 100        | 79                |
| Estados Unidos | Digital Songs            | 47                |
| Estados Unidos | Dance/Electronic Digital | 11                |
| Líbano         | Top 20 Singles           | 18                |
| Reino Unido    | UK Singles Chart         | 148               |

## Créditos
- Composición - Christina Aguilera, Onika Maraj, Claude Kelly, Dean Ester, Polow da Don.
- Producción - Polow da Don.
- La producción vocal - adicionales por Claude Kelly.
- Mezcla - Jaycen Josué, asistido por Giancarlo Lino.
- Ingeniería - asistente, Matt Benefield.
- Grabación - Mosser Josh y Jeremy Stevenson.
- Grabación de Voz - Oscar Ramírez.

## Fechas de Lanzamientos
| País           | Fecha              | Formato                              |
| -------------- | ------------------ | ------------------------------------ |
| Estados Unidos | 7 de mayo de 2010  | Premier través del sitio web oficial |
| Estados Unidos | 18 de mayo de 2010 | Descarga digital                     |
| Estados Unidos | 25 de mayo de 2010 | Rhythmic airplay                     |